# Карр, Женева
Женева Карр (англ. Geneva Carr; род. 6 мая 1971) — американская актриса, добившаяся наибольшего успеха благодаря ролям на театральной сцене.
Карр родилась и выросла в Джэксоне, штат Миссисипи, и прежде чем освоить актёрскую профессию начала карьеру в бизнесе. Училась в Колледже Маунт-Хольок. Окончила Высшую школу коммерции со степенью магистра. В середине 1990-х она переехала в Нью-Йорк, где начала выступать на офф-бродвейской сцене. В начале 2000-х она начала появляться на телевидении, в таких сериалах как «Секс в большом городе», «Закон и порядок», «Закон и порядок: Специальный корпус» и «Закон и порядок: Суд присяжных». У Карр были второстепенные роли в «Закон и порядок: Преступное намерение» (2005—2009) и «Спаси меня». Также она появилась в других Нью-Йоркских сериалах, включая «Хорошая жена», «В поле зрения», «Голубая кровь», «Элементарно», «Тайны Лауры» и «Юная».
В 2015 году Карр дебютировала на бродвейской сцене с ведущей ролью в пьесе «Рука к Богу», которая принесла ей номинацию на премию «Тони» за лучшую женскую роль в пьесе. Позже в 2015 году она получила одну из основных ролей в комедийном проекте TV Land «Я дрожу», также снимаемом в Нью-Йорке.